# Криве (Стрийський район)
Криве́ — село в Україні, у Стрийському районі Львівської області. Населення становить 287 осіб. Орган місцевого самоврядування — Козівська сільська рада.
У селі є церква ПЦУ, названа на честь преподобного Онуфрія Великого.

## Населення
Згідно з переписом УРСР 1989 року чисельність наявного населення села становила 277 осіб, з яких 134 чоловіки та 143 жінки.
За переписом населення України 2001 року в селі мешкало 277 осіб. 100 % населення вказало своєю рідною мовою українську.